# Violon et Cartes à jouer sur une table
Violon et Cartes à jouer sur une table est une peinture cubiste réalisée en 1913 par le peintre espagnol Juan Gris. Réalisée à l'huile sur toile, l'œuvre fait partie de la collection du Metropolitan Museum of Art de New York.